# Robin Swinkels

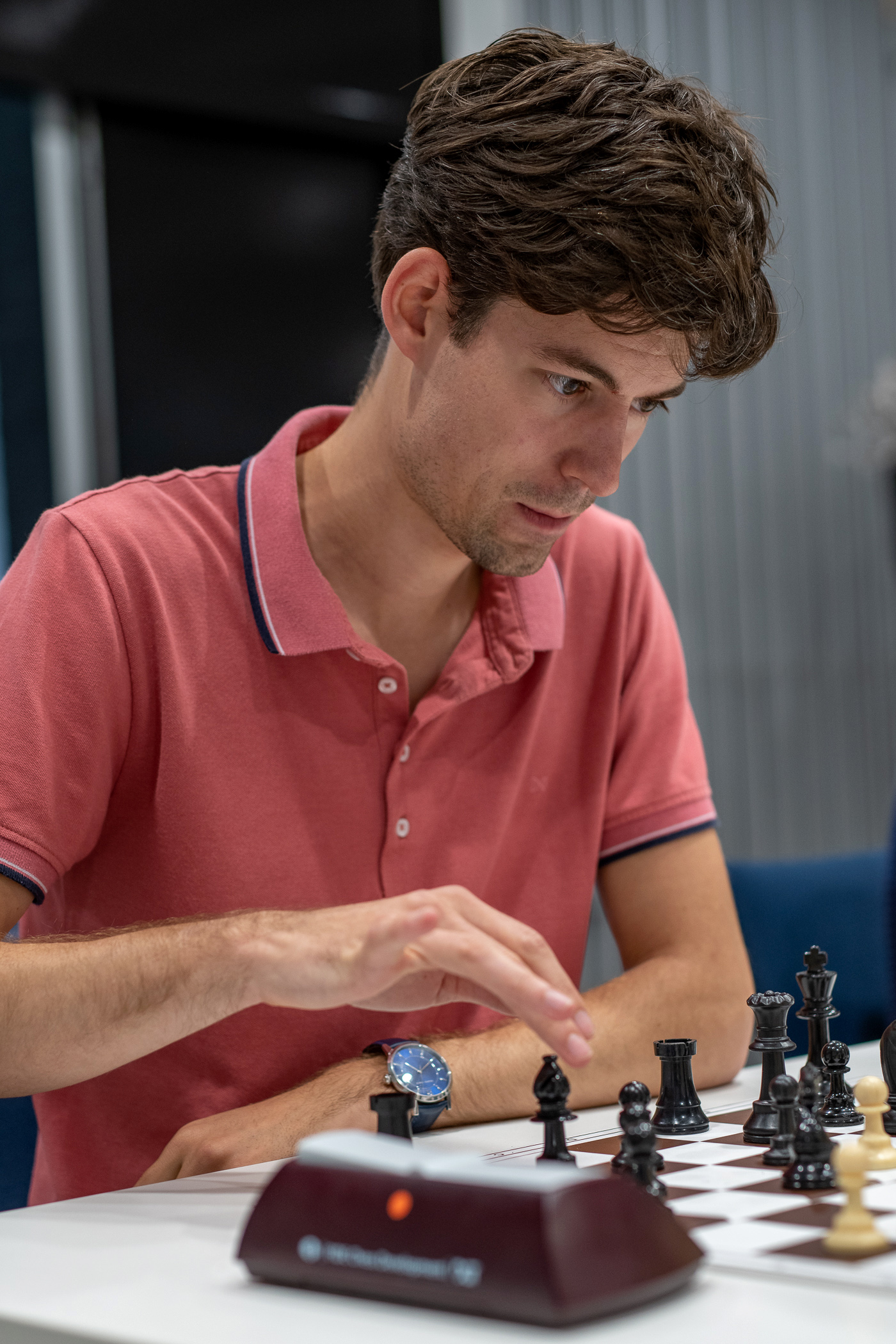
Robin Swinkels (2019)

Robin Swinkels (1989, Asten) is een Nederlands grootmeester in het schaken die in Tilburg econometrie studeerde en bij Pipple werkt. Hij werd als jeugdspeler vrijwel altijd Nederlands kampioen en behaalde als 17-jarige de internationale meestertitel maar heeft geen tot weinig ambitie gehad om professioneel schaker te worden.
In 2008 won Swinkels het BPB Limburg Open. Hij eindigde in het Schaakfestival Groningen in 2008 met 7 uit 9 op de gedeelde eerste plaats met Merab Gagoenasjvili en Arkadij Rotstein en in het Nederlands kampioenschap schaken 2009 op de met Roi Miedema gedeelde zesde plaats met 3½ uit 8. In 2009 werd hij grootmeester.